# باشگاه فوتبال اسپارتاک ترناوا
اسپارتاک ترناوا (به اسلواکیایی: Spartak Trnava) یکی از تیم‌های سرشناس و موفق فوتبال اسلواکی است. این تیم در شهر ترناوا قرار دارد.

## بازیکنان ایرانی
- علی قربانی